# Rjoiči Kavakacu
Rjoiči Kavakacu (japonsko 川勝 良一), japonski nogometaš in trener, 5. april 1958.
Za japonsko reprezentanco je odigral 13 uradnih tekem.